# Канал — дублёр Невы
Канал-дублёр Невы — планировавшийся до кризиса 2008 года канал в Ленинградской области. Рассматривался как дублёр реки Невы, пропускная способность которой, по мнению чиновников, используется по максимуму и не может быть увеличена без существенного увеличения времени разводки мостов в Санкт-Петербурге, что крайне нежелательно в связи с напряжённым движением. В обозримом будущем осуществление проекта является маловероятным.

## Описание
27 августа 2008 года руководитель комитета по транспорту Ленинградской области Леонид Теребнев заявил, что окончательным выбором руководства Ленинградской области является маршрут через южную половину региона к порту Усть-Луга. Предполагается, что канал пройдет через реки Свирь, Волхов, Тигоду и Лугу; его длина составит около 340 км, а судоходная ширина — 80 метров.

## Проекты
Изначально рассматривалось пять проектов строительства канала.

### Канал черезВуоксу
Согласно первому проекту, канал должен был пройти по реке Вуоксе. При строительстве канала протоки, соединяющие озёра, должны были быть расширены и углублены. Недостатком проекта являлось серьёзное вмешательство в экологию озёр Карельского перешейка, что могло вызвать труднопредсказуемые последствия.

### Искусственный канал к северу отСанкт-Петербурга
Согласно второму проекту, должен быть построен почти полностью искусственный канал длиной около 60 километров. Он должен был пройти мимо Парголово и Сестрорецка.

### Волхов—Оредеж—Луга
Согласно третьему проекту, канал должен был пройти по руслам рек Волхов, Оредеж и Луга.

### Волхов—Шелонь—Луга
Согласно четвёртому варианту, канал должен был пройти через русла рек Волхова, Шелони и Луги.

### Волхов—Шелонь—Черёха—Нарва
Согласно пятому варианту, канал должен был пройти по руслам рек Волхова, Шелони, Черёхи и Луги.

## История строительства
- XVII век — по утверждению портала «Невастройка», уже тогда были выдвинуты первые предложения о строительстве дополнительного канала между Ладожским озером и Финским заливом[3].
- 1992 год — под председательством комиссии по экологии первого демократического ЛенСовета были организованы чтения докладов по улучшению экологии Финского залива в связи со строительствм «дамбы». Один из докладчиков предложил построить канал от Ладожского озера до Финского залива по реке Сестре.
- 27 августа 2008 года — принято принципиальное решение о строительстве канала по маршруту Свирь — Волхов — Тигода — Луга[1].
- Февраль 2009 года — вице-губернатор Ленинградской области, председатель комитета экономического развития и инвестиционной деятельности Григорий Двас сообщил о том, что в ближайшее время осуществление проекта является маловероятным[4].

## Критика проекта
Противники строительства канала не раз заявляли об утопичности данного проекта, объясняя попытки реализовать его желанием отдельных людей разжиться на многомиллионном проекте. Скептицизм также усиливается весьма сложными техническими характеристиками проекта: при его реализации необходимо будет перестроить практически все автомобильные и железнодорожные мосты через реки, по которым должен будет пройти канал, в том числе — железнодорожный мост на линии Санкт-Петербург — Москва.
…Я считаю, что это фантазии экономистов — недоучек. Что они предлагают, Вы только вдумайтесь?! Сегодня каждое судно стоит в среднем 10 часов в ожидании разводки мостов и за два часа бесплатного прохода по Неве прибывает в морской порт на выгрузку, а ему предлагают альтернативу для «сокращения» расходов от суток до трёх идти по платному каналу…

…ГБУ «Волго-Балт» за период до 2015 года повысит надежность гидротехнических сооружений, ликвидирует лимитирующие судоходство односторонние участки, построит вторую нитку Нижне-Свирского шлюза, создаст современные системы связи и навигации, но! Но резкого, фантастического увеличения пропускной способности не произойдет. Верхне-Свирский шлюз и шесть шлюзов Вытегорской лестницы однониточные.

Сегодня разрабатывая программу до 2020 и 2030 года, мы будем доказывать необходимость вторых ниток всех шлюзов. Только после их строительства Нева станет сдерживать рост возможных грузопотоков и появится аргумент для «дублёра» Невы…

…Старому флоту осталось жить 5-10 лет, и не будет его. Для сохранения судоходства нужно строить новые суда. Я уверен, что строить их будут для работы на Волго-Балте с низкими рубками, что позволит им проходить в широкие неразводные пролёты мостов и днем и ночью. Это и снижение рисков, и повышение конкурентоспособности водного транспорта.
Начальник ГБУ «Волго-Балт» Владимир Николаев